# Salvador Moyà i Solà

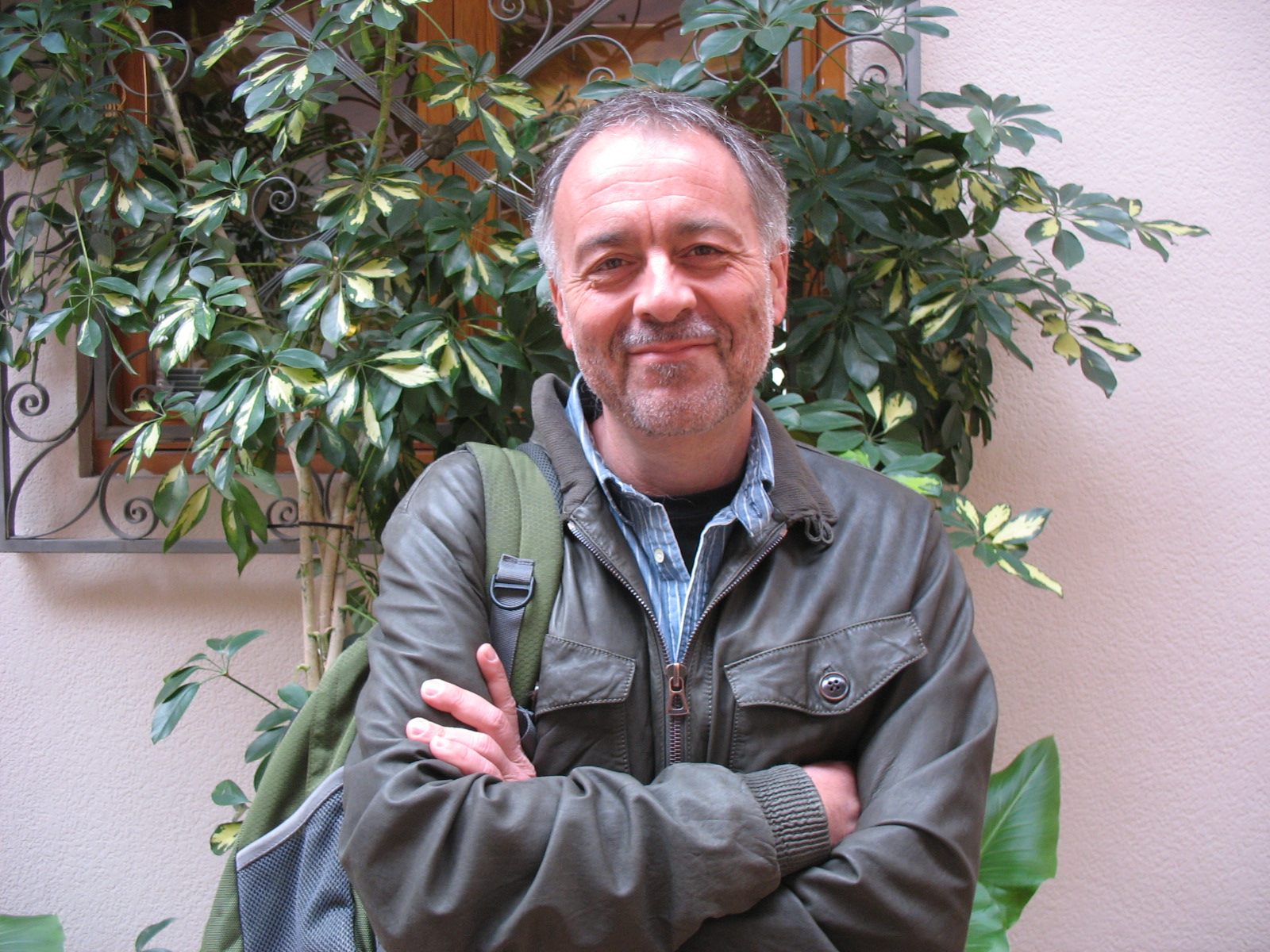
Salvador Moyà i Solà 2012

Salvador Moyà i Solà (* 1955 in Palma de Mallorca) ist ein spanischer Paläontologe und Anthropologe. Er ist Spezialist für miozäne Primaten. Moyà arbeitet am Institut Català de Paleontologia Miquel Crusafont. Er ist mit der deutschen Paläontologin Meike Köhler verheiratet.

## Leben
Salvador Moyà i Solà ist Schüler von Miquel Crusafont. 1984 promovierte er an der Autonomen Universität Barcelona mit einer Arbeit über Fossile miozäne Boviden des Vallès-Penedès-Beckens in Katalonien. Ab den 1990er Jahren hat er sein Forschungsgebiet auf fossile Primaten ausgerichtet. Seit 2006 war er Direktor des Institut Català de Paleontologia Miquel Crusafont. Besonders bekannt geworden ist Moyà  in seiner federführenden Rolle bei den Funden und Erstbeschreibungen folgender beiden miozänen Primaten Kataloniens:
- Dryopithecus laietanus, auch Jordi genannt, auf dem Landgut Can Llobateres in Sabadell bei Barcelona
- Pierolapithecus catalaunicus, auch Pau genannt, in Els Hostalets de Pierola in der Nähe des Gebirgsmassives Montserrat bei Barcelona

Besonders der Fund des 2004 erstbeschriebenen Pierolapithecus catalaunicus, der auf etwa 13 Millionen Jahren vor unserer Zeit datiert wird, gilt als wichtig für die bisher paläontologisch schlecht dokumentierte Zeitspanne von 17 bis 12 Millionen Jahren vor unserer Zeit in der Primatenlinie. Moyà interpretiert diesen Primaten mit seinen zahlreichen „modernen“ Merkmalen als gemeinsamen Vorfahren aller Großen Menschenaffen und damit als wichtiges Glied in der Evolution auf den Menschen hin.